# 朝鮮文学

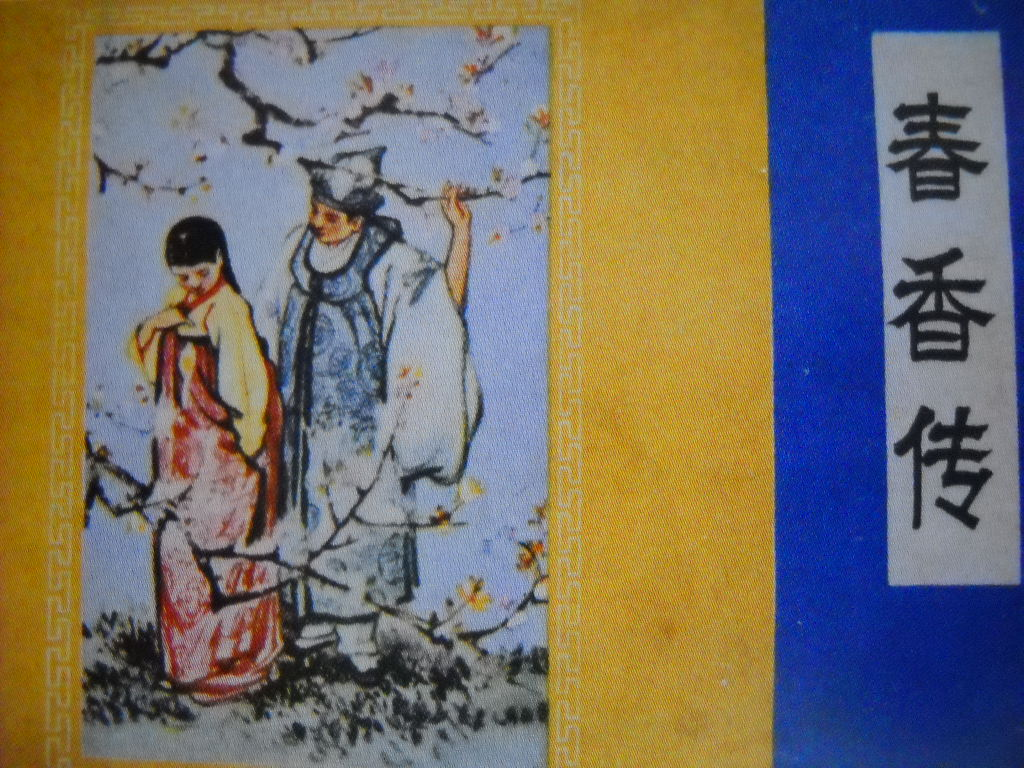
春香伝の表紙

朝鮮文学 （ちょうせんぶんがく、朝鮮語:한국 문학）は朝鮮民族によって書かれた文学である。現在の朝鮮半島は人工的に南北に分断されており、北の朝鮮民主主義人民共和国では「朝鮮文学」と呼ぶが、南の大韓民国では「韓国文学」と呼ばれる。日本ではこの両者を含めて「朝鮮文学」と呼ぶが、韓国式に「韓国文学」という表現も存在する。
歴史的に見れば、民族文字であるハングルが創製されたのは15世紀半ばである、その以前は基本的に朝鮮文学も漢文で書かれていたし、日本語と同じく漢字によって民族の言葉を表記した吏読や郷札などの伝統も存在した。ハングル創製後も漢文で書くのが正式とする意識が強く、ハングルは李氏朝鮮末期まで公用の文書としては使われなかったが、民間ではハングルの発明を受けて『春香伝』など多くの小説や、歌謡のパンソリが書かれ、朝鮮民族独自の文学が本格的に始まった。この流れを汲んで李氏朝鮮末期、日本統治時代に多くの文学作品が発表された。韓国ではこの時期の文学あるいは古代の郷歌なども含めて「韓国文学」と呼んでいる。韓国で朝鮮文学といえば特に李氏朝鮮時代の文学を指す。

## 朝鮮文学の起こりから高麗時代
朝鮮半島における最古の書籍は高麗時代に編まれた『三国史記』(1145年)及び『三国遺事』(1277年)である。よって、それより過去の文献を確かめる術はないが、文字活動は三国時代からなされていた。高句麗は『新集』(全5巻)、百済は『書記』、新羅は『国史』という歴史書を編纂している。それ以外にも『鶏林雑編』『花郎世記』『新羅殊異伝』等を文献上に見ることができる。しかし、それらは高麗時代に散逸した。三国時代より過去の文字活動については現在において確認することはできず、わずかに口伝によって伝えられた説話がその残骸を残すのみである。
『三国史記』『三国遺事』は歴史書として読まれているが、文学としても読むことが可能である。『三国史記』では、「花郎」に関する記述が物語性を帯びたものと見ることができ、また「都弥伝」「温達伝」などの烈女・孝女伝も史実に物語性を含んでいる。『三国遺事』では「春秋公」「百済の武王」の逸話が有名である。
高麗時代の書籍としては、『白雲小説』(李奎報)、『破閑集』(李仁老)、『補閑集』(崔滋)、『櫟翁稗説』(李斎賢)などの稗官文学や『浮雲居士伝』『朋学同知伝』『普徳閣氏伝』『王郎返魂伝』などの僧伝が書かれた。
朝鮮文学研究者の野崎充彦は、長い研究生活の末に朝鮮古典文学の主人公や舞台はほとんど中国（中国人）だから、「朝鮮古典文学の特徴は朝鮮の不在である」と結論付けている。

## 李氏朝鮮時代

### ハングルの誕生
李氏朝鮮時代に入ると、ハングルが創製され（1446年）、いよいよ国文による文学が現れる。よって、研究者の立場によってはハングルで記述された文学をもって国文学の誕生とみなす場合もある。しかし、ハングルは漢字の読めない身分の低い（学識の低い）者の文字と蔑む傾向がハングル誕生時から近代に入るまで根強く残り、ハングルでの文学活動は知識人にとってその地位を危うくする危険性を孕んでいた。そのため、朝鮮ではハングル（国文）が誕生して以後も漢文による文学活動が主であり、ハングルでの文学活動では作者は努めてその名を隠そうとした。ハングルで書かれた文献に作者不明のものが多いのはそのためである。
漢文での文学活動は依然として稗官文学が盛んであり、『於于野譚』『東野彙輯』『青邱野談』『青邱笑叢』『渓西野談』『鵝洲雑録』『芝峯類説』などが書かれる。『古今笑叢』は朝鮮最古の猥談集として知られている。なかでも金時習の『金鰲新話』（1494年）は中国の『剪灯新話』の影響を受けた翻案小説として文学的価値が高い。『金鰲新話』は朝鮮では散逸してしまったが、日本で訓点を入れられて読まれていた。日本の『伽婢子』は『金鰲新話』の翻案とみられている。
文禄・慶長の役（1592年、1597年）を経ると、軍記がさかんに書かれる。即ち、『懲毖録』(柳成龍)、『奮忠紆難録』(釈南鵬)、『日本往還録』(黄慎)、『少為浦倡義録』(金良器)、『唐山義烈録』(李萬秋)、『龍湾聞見録』(鄭琢)がそれである。その傾向は丙子の乱を受けて更に続き、『丙子湖南倡義録』『丁卯両湖拳義録』『西征録』『江都日記』『南征日記』『戊申倡義事実』『三学士伝』『永陽四難倡義録』『林慶業伝』などが書かれた。
ハングルでの文学活動は仏典の諺解(ハングルの註釈)から始まる。『法華経』『金剛経』『楞厳経』『永嘉経』『釈譜詳節』などがそれである。また、『三綱行実図』『烈女伝』などのように儒教の道徳を婦女子に教えるための読み物も書かれた。時調・別曲なども吏読で書かれていたものがハングルで書かれるようになった。周世鵬の「道東曲」「六賢歌」、金絿の「花田別曲」、尹善道の「孤山諸曲」、李珥の「九曲歌」、李滉の「漁夫歌」「還山別曲」鄭澈の「関東別曲」「星山別曲」などが知られている。
また、ハングルは『童蒙先習』『捷解新語』『捷解蒙語』といった教科書の類に使用された。

### 古代小説の発展

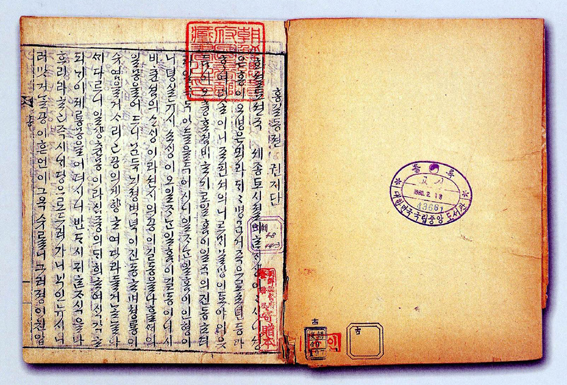
洪吉童伝

朝鮮文学はハングルが誕生してもなお、漢文を主体として綴られていた。また小説という読み物に対しての評価が著しく低かったため、小説は儒教的な背景でのみ語られることとなった。こうした一連の小説群は古代小説と呼ばれる。
漢文での作品としては『洪吉童伝』(許筠)が挙げられる。水滸伝の翻案小説と言われ、朝鮮文学で「章回小説（物語を章に区切ったもの）」の形式を取り入れた最初のものだとされている。また、社会批判を含んだ社会小説とも言われ、同じ様な小説に『田禹治伝』『徐花譚伝』がある。また、中国の『三国志演義』が広く読まれ、それを翻案した小説もまた読まれた。その他に漢文で書かれた古代小説として、『彰善感義録』『燕巌外伝』『黄岡雑録』『虞初続志』『古香居小史』『丹良稗史』『奇談随録』『韓淑媛伝』『琉球王世子外伝』『東廂伝』『三韓拾遺』などがある。
ハングルでの作品としては、『九雲夢』(金萬重)がその最高傑作と評価されている。『謫降七仙林虎隠伝』、『張国鎮伝』、『紅楼夢』の翻案と推測されている。後に漢文に翻訳されるといった珍しい現象さえ起きている。『紅楼夢』が他の作家に大きな影響を及ぼしたように、『九雲夢』も『玉麟夢』『玉蓮夢』『玉桜夢』といった翻案が登場した。金萬重は『謝氏南征記』も残している。
また、朝鮮半島に伝えられる説話が書籍になったものとして、『コンチュイとパッチュイ（ko:콩쥐팥쥐전）』（シンデレラ系説話）、『鼠同知伝』『蛙伝（ko:두껍전）』『興夫伝』『翟成義伝』『金犢伝』『蛙蛇獄案』『人形伝(꼭두각시전)』『玄駒記外史』などがあるが、最も有名なものとして、『春香伝』『沈清伝』が挙げられる。
『春香伝』『沈清伝』ともにその発祥は定かではないが、申在孝（1812年‐1884年）が『春香伝』『沈清伝』を基にパンソリの台本として『春香歌』『沈清歌』を作ったとされること、様々な文献に『春香伝』『沈清伝』の原型が見られることから、古くから伝えられている説話である、と言える。『春香伝』は情艶小説と称され、同じ類の小説に、『淑香伝』『淑英娘子伝』『白鶴扇伝』『深山伯伝』『玉丹春伝』がある。
そのほかに、継母小説と称される『薔花紅蓮伝』『鄭乙善伝』『張豊雲伝』『魚龍伝』、公案類（裁判が重要なプロットになる小説）と称される『玉娘子伝』『陳大方伝』『蛙蛇獄案』『鷹鸚訟案』『柳淵伝』『月峯記』『朴文秀伝』『欽欽新書』が知られている。

## 開化期・日本統治時代

### メディアの発達
開化期から新聞・雑誌といったメディアが登場・発達し、文学の普及・発展に寄与した。『独立新聞』『京城新聞』（のちに『皇城新聞』）『帝国新聞』『大韓毎日申報』『大韓民報』『国民新報』『万歳報』（のちに『大韓新聞』）『漢城新報』『京郷新聞』等、様々な立場の団体が新聞社を設立した。新聞には小説が連載され、大衆の娯楽しての文学が発達する場となる。
雑誌は1896年2月に東京で韓国皇室特派留学生達が創設した『親睦会会報』、11月にソウルで創設された『대죠선독립협회회보 (大朝鮮独立協会会報)』がその嚆矢である。その後、在東京朝鮮人留学生達が各々の団体の会報を発行する一方、朝鮮では崔南善が印刷所を設置(新文館)、『少年』『東明』『時代日報』『青春』『샛별 (セッピョル)』等を刊行した。その他にも『創造』『薔薇村』『白潮』『曙光』『廃墟』『開闢』『朝鮮文壇』『新青年』『新女性』『新天地』『カトリック青年』『オリニ』『文芸運動』『国民文学』等の文芸同人誌や機関紙として多くの雑誌が発行される。

### 新小説
19世紀末期に入ると、列強各国がアジアに進出し、朝鮮においても外国の圧力の中で近代化が進められることになる。文学でもこの時期、一つの転換期を迎える。即ち、李人稙の『혈의누 (血の涙)』に始まるいわゆる「新小説」と呼ばれる小説形態の誕生である。新小説は1910年前後に登場した。それまでの「古代小説」から近・現代小説への過渡期的な小説形態である。新小説と呼ばれるものは他に『畜獣会議録』(安国善)、『雪中梅』(具然学)、『自由の鐘』(李海朝)などがある。これらの大部分は古代小説に見られる勧善懲悪のストーリーを引きずっており、また旧来の思想・文化を極端に批判したりする内容ではあるが、言文一致の文体、新聞等のメディアを通した文学の普及という点で新しい。新小説と呼ばれる作品はそれほど多くはなく、李光洙の『無情』の登場でやがて消えていくことになる。

### 近代文学の形成

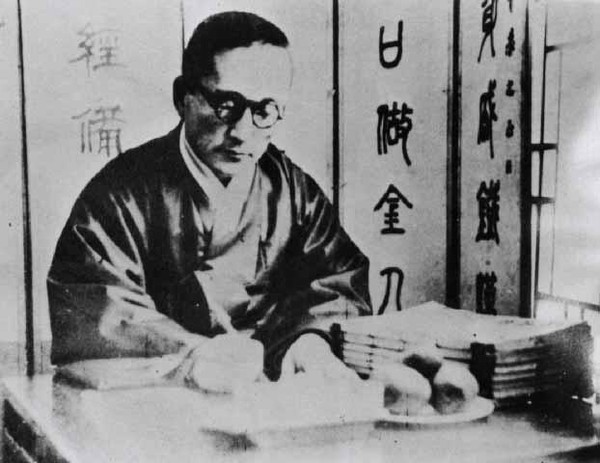
李光洙

朝鮮において、近代的な小説形態、又は自由詩を移入したのは李光洙と崔南善である。李光洙は1917年に『無情』を連載し、朝鮮における近代小説を確立した。崔南善は雑誌を自ら手掛けて「新体詩」を発表、後に続く詩人達に少なくない影響を与えると同時にその育成の場を提供した。
朝鮮における近代文学は日本に留学中、または留学したインテリ達によって牽引される。彼らは留学中に西洋の文学思潮を学び、それを取り入れた。金東仁、廉想渉、金裕貞、蔡萬植、李泰俊、朴泰遠、李箱、羅稲香、兪鎮午、李無影等が挙げられる。彼らは「海外文学派」「九人会」「劇文学会」「セクトン会」等各々団体を作り、互いに文学的主義を批判・主張し合いながらその水準を高めていった。
こうした日本留学組、その中でも大学に通える資金を持つ者達は比較的裕福な両班階級の子弟であることが多く、彼らに対抗する集団として1920年代頃からプロレタリア主義作家が台頭する。プロレタリア主義作家として、林和、崔曙海、崔明熙、李箕永、韓雪野、宋影、洪思容等が挙げられる。彼らはKAPFを結成し、労働者の代弁者として朝鮮総督府とブルジョア民族主義を糾弾したが、この動きは朝鮮総督府の弾圧により1935年頃を境に沈黙する。

## 日本統治終了後の朝鮮文学

### 韓国の文学
1970年代は若い新人たちの輝かしい活動が断然脚光を浴びるようになった。小説分野では崔仁浩・黄晳暎・趙海一・趙善作など多くの若い作家たちが続々と登場した。いわゆる70年代作家と呼ばれる人々は多数の読者を得る新聞小説も席捲した。このようにして出た崔仁浩の『星たちの故郷』、趙海一の『冬の女』などは空前のベストセラーになって一種の小説黄金時代を謳歌した。
しかしこのような作品傾向に対してその商業主義文学としての病幤を指摘する批判の声が高まり、一方では産業社会の到来とともにその病理的な面を作品を通じて表現した趙世煕の短編集が珍しく多くの読者を得るベストセラーになった。また黄晳暎は工事現場の労使関係を扱った『客地』や南北分断の悲劇を作品化した『韓氏年代記』などを発表した。

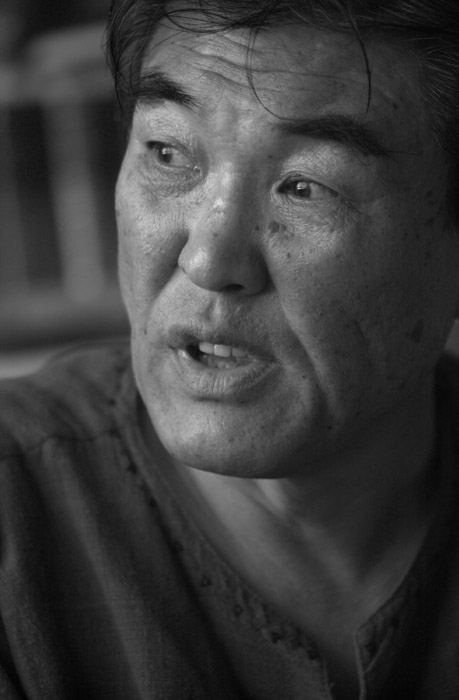
金芝河

1970年代の詩界では維新体制と暗い政治状況の下で詩人金芝河が発表した『五賊』が筆禍事件となって国際的な議論を投げかけた。この外にも詩人としては鄭鎭圭・鄭玄宗・朴利道・李昇薫などを挙げることができる。これらの作品は現代詩の新しい変貌を示す先駆的な役割を果たした。1980年代に入って小説のなかで大きな流れを形成するようになったのはそれまでほとんど見られなかった大河小説の登場だ。これが読者にも大きい反響を得るようになったが、その代表的な作品として黄晳暎の歴史小説『張吉山』と趙廷来の『太白山脈』などを挙げることができる。とくに『太白山脈』は韓国出版史上最大の売れ行きとなった。 
この他、李文烈の長編『英雄時代』も文壇の注目を引き、その後彼は1990年代にかけて旺盛な作品活動をしている。詩の分野では李晟馥・黄芝雨・崔勝子・金光圭などが注目を集める作品活動をした。1990年代に入って多くの商業主義的な小説が現われて読者を惑わす傾向もあったが、朴景利の大河小説『土地』が25年にも渡る執筆期間を経て完成されたことは意味深い。 
さらに作家・洪盛原も1960年代に登壇した後1990年代に至るまで『モンドング』『月と刀』などの大作を発表している。また申京淑や孔枝泳などの若い女流作家たちの活動も著しい。70年代以後著しい作品活動をして来た高銀が「万人譜」「白頭山」などの長詩を完成し、1930年代に詩壇に出た徐廷柱が初詩集『花蛇集』以後引き続き作品を書いている。女流詩人たちも洪允淑・金南祚・金芝郷・千良姫などが1950年代以降、詩作品のたゆまぬ発表を続けている。
1980年代には民主的で平等な国家を作るための闘争的な色合いの濃い作品が多く登場した。これは言うまでもなく386世代の登場と関連しており、日本でかつて流行した新左翼のムーヴメントと似た傾向を持っていたため、批評空間のような文芸批評誌が80年代の韓国文学に注目したことがある。朴労解のような、反権力的な詩が発展したのも韓国文学の一つの特徴である。（朴は1991年に国家保安法違反嫌疑で捕まったが、1998年特赦された。）
1990年代に入るとペ・スアのような村上春樹や吉本ばななに影響を受けた若い作家達が登場した。他方、若い時代を民主化運動に費やしたことへの喪失感を表現する作品も多く発表された。90年代以降の韓国文学は日本文学の影響を大きく受けており、今後、日本文化開放と共に一気に韓国に流入してきた在日朝鮮人文学やライトノベルからの影響も無視できない。
なお、純文学ではないが、1990年代のベストセラーとしては李恩成（1937年～1988年）の『小説・東医宝鑑』（1990年）が300万部発売で『太白山脈』を上回る史上最高記録を更新し、金辰明（1957年～）の『ムクゲノ花ガ咲キマシタ』（1993年）も200万部以上を売った。これらはいずれも日本語訳が出ている。

### 北朝鮮の文学
1945年8月、朝鮮が日本統治終了を迎えると、38度線以北では金日成を中心とする抗日パルチザン闘士達が政権を形作る。文学もまた彼ら「抗日パルチザン」を形象化していくことを第一とした。
日本統治終了直後から自然発生的に文学・芸術団体が各地域で結成されていたのを、1946年2月、朝鮮労働党は「北朝鮮文学芸術総同盟」として単一組織にまとめた。その綱領の中で帝国主義、資本主義を排斥すると同時に人民民衆の啓蒙とソ連を中心とする西側諸国との文化の交流を目的とすることを定め、文士のプロレタリア主義思想を養成する。
日本統治終了後の詩文学では趙基天の「白頭山」、小説では李箕永の「蘇える大地 (땅)」が代表的である。その他にも「KAPF」の同人である朴世永、朴八陽、宋影、また中国から帰国した金史良などが作品を執筆している。1950年6月25日、朝鮮戦争が勃発しても文士の筆は止まることなく、地下印刷工場が作られて雑誌や文庫が発行され、その作品の数は3千を越えるとも言われている。金朝奎、崔石斗、李秉哲、閔丙均、朴雄杰、千世鳳、尹世重、李北鳴などはこの時期に執筆した文士である。その作品の多くは詩かルポルタージュであった。こうした文壇の流れの中で、朝鮮戦争のさなか、日本統治終了前の作家達の多くが死亡、若い作家達が台頭し、北朝鮮文壇は大きな転換をする。
朝鮮戦争が休戦を迎え政治が落ち着くと、文壇にも優れた文学が登場するようになる。李箕永の長篇『豆満江』が1954年にその第1部が発表されたことは北朝鮮文学の真の始まりを印象付けるものである。その他に千世鳳の『ソッケウルの新春 (석개울의 새 봄)』(1958-65年)、尹世重の『試練の中で (시련 속에서)』(1957年)、黄健の『ケマ高原 (개마고원)』(1956年)などがこの時期の代表作である。
1960年代後半に入ると、北朝鮮文壇に変化が起きる。それ以前からも文学の中に登場していた金日成がこの時期以降から文学作品の中に頻繁に登場しだした。祖国解放闘争の指導者として、または社会主義朝鮮建設の指導者として金日成の形象化が成されはじめたのだ。よってこの時期より北朝鮮文学を「主体文学」とも呼ぶようになる。だが一方で、女性問題、社会問題、恋愛を主題とした作品が80年代以降顕著になっていることも事実である。
白南龍の小説『友』は、北朝鮮の芸術団で声楽家として活動している若い女性が離婚訴訟を起こすストーリーを描いたもので、1988年の発表後、北朝鮮でベストセラーになり、ドラマ化もされている。

## 韓国の文学賞
- 現代文学賞　1955年創設
- 東仁文学賞　1956年創設
- 韓国文学賞　1964年創設
- 李箱文学賞　1977年創設
- 今日の作家賞　1977年創設
- 金洙暎文学賞　1981年創設
- 素月詩文学賞　1987年創設
- 怡山文学賞　1989年創設
- 鄭芝溶文学賞　1989年創設
- ハンギョレ文学賞　1996年創設
- 朴龍来文学賞　1999年創設
- 白石文学賞　1999年創設
- 露雀文学賞　2002年創設

## 韓国文学の叢書シリーズ
- 新しい韓国の文学（クオン）
- 韓国文学ショートショート（クオン）
- となりの国のものがたり（亜紀書房）
- 韓国女性文学シリーズ（書肆侃侃房）
- 韓国文学のオクリモノ（晶文社）
- 韓国文学セレクション（新泉社）

## 文学者
- 李陸史（リ・ユクサ）(Yi Yuksa)
- 金声翰（キム・ソンハン）(Kim Songhan)
- 金素雲（キム・ソウン）(Kim So-un)
- 金延漢（キム・ジョハン）(Kim Jyonghan)
- 白楽晴（ペク・ナクチョン）(Baek Nak-cheong)